# Andóssovo
Andóssovo (en rus: Андосово) és un poble (un possiólok) de l'óblast de Nijni Nóvgorod, a Rússia, segons el cens del 2010 tenia 15 habitants, pertany al municipi de Bolxoie Andóssovo.